# 安全多方计算
安全多方计算（英文：Secure Multi-Party Computation）的研究主要是针对无可信第三方的情况下，如何安全地计算一个约定函数的问题。安全多方计算是電子投票、门限签名以及网上拍卖等诸多应用得以实施的密码学基础。
一个安全多方计算协议，如果对于拥有无限计算能力攻击者而言是安全的，则称作是信息论安全的或无条件安全的；如果对于拥有多项式计算能力的攻击者是安全的，则称为是密码学安全的或条件安全的。
已有的结果证明了在无条件安全模型下，当且仅当恶意参与者的人数少于总人数的1/3时，安全的方案才存在。而在条件安全模型下，当且仅当恶意参与者的人数少于总人数的一半时，安全的方案才存在。
安全多方计算起源于1982年姚期智的百万富翁问题。后来Oded Goldreich有比较细致系统的论述。